# Hieracium georgieffii
Hieracium georgieffii es una especie de planta con flor del género Hieracium, de la familia Asteraceae, orden Asterales.

## Distribución
Hieracium georgieffii se distribuye por Bulgaria.

## Taxonomía
Fue descrita científicamente por Zahn.
Tratamiento taxonómico
La especie aparece registrada y publicada en Izv. Bulg. Bot. Družh.